# 苏维埃茨克 (基洛夫州)
57°35′N 48°57′E / 57.583°N 48.950°E
蘇維埃茨克 （俄语：Сове́тск），是俄羅斯基洛夫州的一個城市，位於基洛夫以南。2002年人口18,167人。
1594年首見於文獻，稱库卡尔卡（Кукарка）。1937年設市。

## 著名人物
- 維亞切斯拉夫·米哈伊洛維奇·莫洛托夫 （蘇聯總理、外長）